# 京釜高速線
京釜高速線（キョンブこうそくせん）は、大韓民国ソウル特別市衿川区の始興連結線分岐から釜山広域市東区の釜山駅を結ぶ、韓国鉄道公社（KORAIL）の高速鉄道路線の総称である。京釜高速本線とその支線・連結線で構成される（詳細は下記参照のこと）。

## 路線データ（京釜高速本線）
- 路線距離：346.4km
- 軌間：1435mm（標準軌）
- 通行方式：左側通行
- 駅数：9（分岐点・操車場を除く）
- 複線区間：全線
- 電化区間：全線（交流25kV, 60Hz）
- 保安装置:ATS、ATC、TVM-430

## 歴史
- 1990年：ソウル市 - 釜山市間の建設計画決定
- 1992年6月：工事着工
- 1998年：建設計画を変更。全線一括開業を断念し、段階別に順次開業させる計画に転換。
- 2002年6月：第2段階開業区間の工事着工
- 2004年4月1日：始興分岐点 - 大田北分岐点、大田南分岐点 - 大邱北分岐点間が第1段階として開業。KTXの営業運転を開始。
- 2006年12月15日：光明シャトル運転開始。
- 2009年3月：第3段階開業区間の工事着工
- 2010年11月1日：大邱南分岐点 - 釜山分岐点間が第2段階として開業。五松駅・金泉(亀尾)駅を新設。
- 2015年2月24日：乾川連結線使用開始告示。
- 2015年4月2日：乾川連結線の営業使用開通。
- 2015年7月6日：大田・大邱の都心区間使用開始告示。
- 2015年8月1日：大田北分岐点 - 大田南分岐点間、大邱北分岐点 - 大邱南分岐点間、釜山分岐点 - 釜山駅間が第3段階として開業（京釜線と完全に分離）。これにて全線開業となる[2]。

## 構成

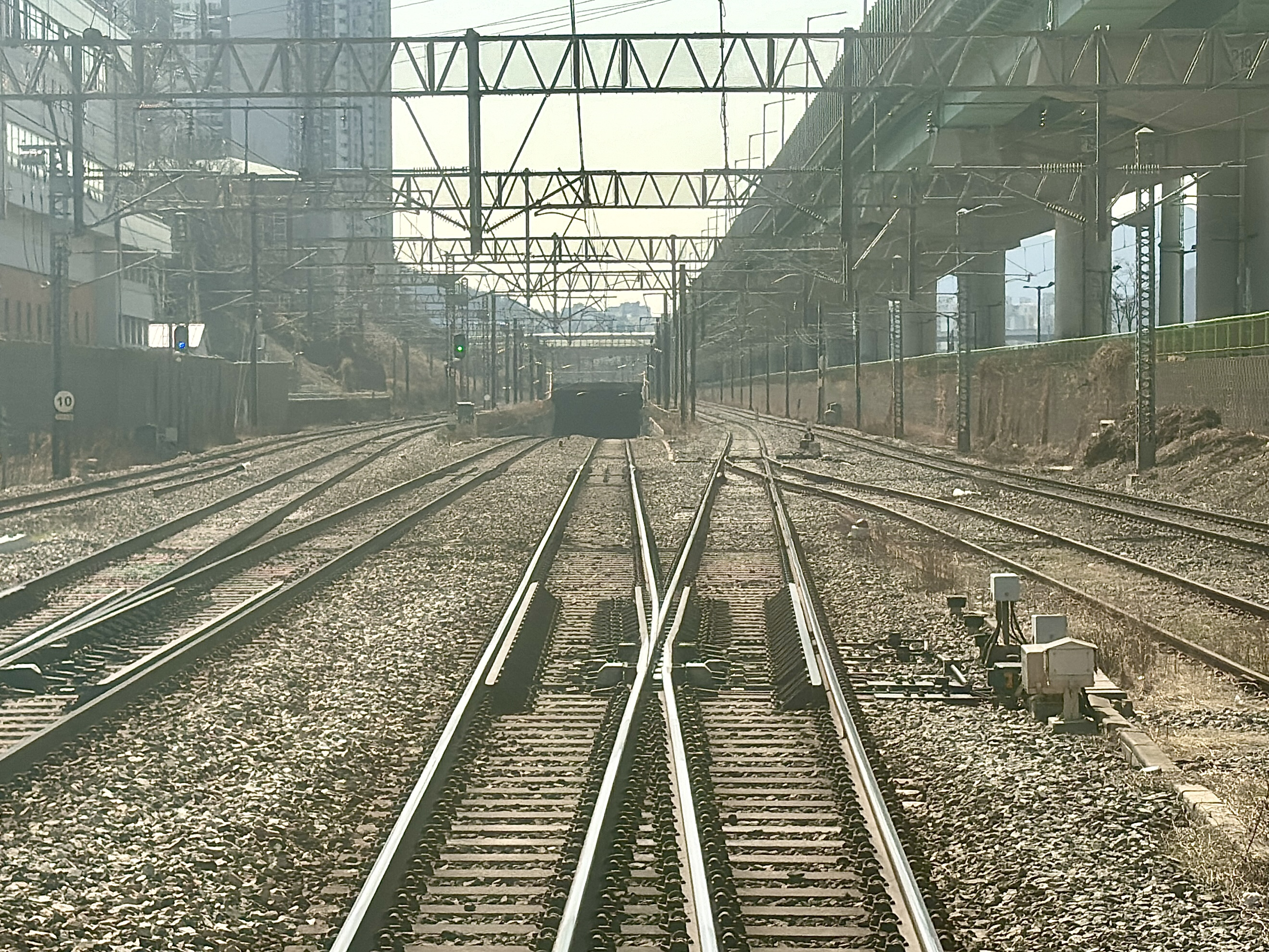
京釜線衿川区庁駅の南側にある始興連結線の起点

当初の計画では、ソウル近郊と釜山近郊を除く全区間で高速路線を建設する計画だったが、1997年の韓国通貨危機を受けて建設計画が見直され、大田市内、大邱市内、及び東大邱駅 - 釜山駅間の高速新線建設は後倒しされることになった。
2004年に1期区間として、まず光明付近 - 大田付近・大田付近 - 東大邱付近の本線および連結線が暫定開業し、KTXが運行開始。未開業の区間は在来線の京釜線に直通する形となり、高速本線と在来線の間は高速本線と同規格の「連結線」によって接続された。
2010年に2期区間として、東大邱付近 - 釜山付近の本線および連結線が開業し、これにより高速本線は3つに分かれる形で大部分が完成した。
2期区間完成時点での、ソウル駅 - 釜山駅間KTX（高速線経由）が経由する路線の正式名称は次の通りである（括弧内は線上にある途中停車駅）。
ソウル - 京釜本線 - 始興連結線 - 京釜高速本線（光明・天安牙山・五松） - 大田北連結線 - 京釜本線（大田） - 大田南連結線 - 京釜高速本線（金泉(亀尾)） - 大邱北連結線 - 京釜本線（東大邱） - 大邱南連結線 - 京釜高速本線（慶州・蔚山） - 釜山連結線 - 京釜本線 - 釜山
2015年に3期区間として大田・東大邱・釜山の各駅付近の線増加工事が完了し、高速線が開通。同時に一部の連結線が本線に統合された結果、3つの本線が1つとなり、全線開業となった。
ただし、全線開業以降も光明以北のソウル市内区間は従来通り京釜線に直通する形となっており、この区間を地下新線で別線化する構想はあるが具体的な計画に至っていない。
現在、京釜高速線は北から順に、以下の路線から構成されている。
- 始興連結線 (路線番号1011、1.5km)：衿川区庁駅付近 - 光明駅北方
- 京釜高速本線 (路線番号101、346.4km)：光明駅北方 - 釜山駅
- 大田南連結線 (路線番号1013、4.2km)：沃川駅付近 - 本線（線増により事実上廃止。ただし線籍上は存続）
- 大邱北連結線 (路線番号1014、3.5km)：本線 - 枝川駅近辺（線増により使用停止。非常時には使用できるよう線路は残されている）
- 乾川連結線 (路線番号1020、3.3km)：本線（慶州駅西方） - 牟梁信号場（東海本線に直通）

かつては大田北連結線 (路線番号1012、5.8km)・大邱南連結線 (路線番号1018、4.0km)・釜山連結線 (路線番号1019、1.3km)も存在したが、3期区間開業時に京釜高速本線に編入された。
このほか、高速本線から分岐する車両基地等への支線（旅客営業なし）として以下の路線が存在する。
- 光明駐泊基地線 (路線番号1015、1.4km)：光明駅 - 光明基地
- 五松整備基地線 (路線番号1016、0.3km)：高速線分岐（忠清北道清州市） - 五松基地
- 永同整備基地線 (路線番号1017、0.1km)：高速線分岐（忠清北道永同郡） - 永同基地

京釜高速線は、光明 - 東大邱間はおおむね京釜線と並行したルートをとるが、東大邱 - 釜山間は京釜線から離れ、慶州市・蔚山広域市を経由する京釜高速道路に並行したルートをとる。このため、この区間の距離は京釜線の115.4kmに対し、京釜高速線は130.7kmとやや長くなっている。

## 駅一覧

### 高速本線
便宜的に、ソウル駅近郊と釜山駅近郊、及び本線工事中の大田・大邱にある連結線も記す。
| 駅名                              | 駅名                          | 駅名                         | 駅間 キロ (km) | 路線 別 累計 キロ (km) | ソウル 起点 通算 累計 キロ (km) | 駅 等級 | 駅種別     | 接続路線 | 所在地                 | 所在地                 |
| 日本語                            | ハングル                      | 英語                         | 駅間 キロ (km) | 路線 別 累計 キロ (km) | ソウル 起点 通算 累計 キロ (km) | 駅 等級 | 駅種別     | 接続路線 | 所在地                 | 所在地                 |
| --------------------------------- | ----------------------------- | ---------------------------- | -------------- | ---------------------- | ------------------------------- | ------- | ---------- | --- | ---------------------- | ---------------------- |
| ソウル駅                          | 서울역                        | Seoul                        | 0.0            | -17.7                  | 0.0                             | 特1級   | 普通駅     | 韓国鉄道公社：京釜本線・京義本線・●1号線（京釜電鉄線） (133)・●京義・中央線 (P313) ソウル交通公社：●1号線（地下鉄1号線） (133)・●4号線（地下鉄4号線） (426)（"ソウル駅"駅（地下）） KORAIL空港鉄道：●仁川国際空港鉄道 (A01) | ソウル特別市           | 龍山区                 |
| 始興連結線分岐 （京釜線）         | 시흥연결선분기 (경부선)       |                              | 0.4            | 0.0                    | 17.7                            | 分岐点  | 分岐点     | 韓国鉄道公社：京釜本線と分離 | ソウル特別市           | 衿川区                 |
| 始興連結線分岐 （京釜高速線）     | 시흥연결선분기 (경부고속선)   |                              | 1.5            | 1.5 0.0                | 19.2                            | 分岐点  | 分岐点     | | 京畿道                 | 光明市                 |
| 光明駅                            | 광명역                        | Gwangmyeong                  | 2.8            | 2.8                    | 22.0                            | 3級     | 配置簡易駅 | 韓国鉄道公社：●1号線（光明シャトル） (P144-1) | 京畿道                 | 光明市                 |
| 平沢分岐点（仮称）                | 평택분기점                    | Pyeongtaek Junction          | 56.4           | 59.2                   | 78.4                            | 分岐点  | 分岐点     | 水西平沢高速線と合流 | 京畿道                 | 平沢市                 |
| 天安牙山駅(温陽温泉)              | 천안아산역(온양온천)          | Cheonan-Asan (Onyangoncheon) | 17.6           | 76.8                   | 96.0                            | 1級     | 普通駅     | 韓国鉄道公社：長項線・●1号線（長項電鉄線） (P172)（牙山駅） | 忠清南道 牙山市        | 忠清南道 牙山市        |
| 湖南高速線分岐点                  | 호남고속선분기점              |                              | 27.9           | 104.7                  | 123.9                           | 分岐点  | 分岐点     | 湖南高速線と分離 | 忠清北道 清州市 興徳区 | 忠清北道 清州市 興徳区 |
| 五松駅                            | 오송역                        | Osong                        | 0.7            | 105.4                  | 124.6                           | 1級     | 普通駅     | 韓国鉄道公社：忠北線・KTX湖南高速線 | 忠清北道 清州市 興徳区 | 忠清北道 清州市 興徳区 |
| 大田北連結線分岐 （京釜高速線）   | 대전북연결선분기 (경부고속선) |                              | 27.3           | 132.7 0.0              | 151.9                           | 分岐点  | 分岐点     | | 大田広域市             | 大徳区                 |
| 大田操車場                        | 대전조차장                    | Daejeonjochajang             | 2.6            | 2.6                    | 155.5                           | 2級     | 操車場     | 韓国鉄道公社：京釜本線・湖南本線と合流 | 大田広域市             | 大徳区                 |
| 大田北連結線分岐 （京釜線）       | 대전북연결선분기 (경부선)     |                              | 3.2            | 5.8                    | 158.7                           | 分岐点  | 分岐点     | 韓国鉄道公社：京釜本線と合流 | 大田広域市             | 大徳区                 |
| 大田駅                            | 대전역                        | Daejeon                      | 2.1            |                        | 159.8                           | 1級     | 普通駅     | 韓国鉄道公社：京釜本線・大田線 大田都市鉄道：●1号線 (104) | 大田広域市             | 東区                   |
| 大田南連結線分岐 （京釜線）       | 대전남연결선분기 (경부선)     |                              | 16.6           | 0.0                    | 177.4                           | 分岐点  | 分岐点     | 韓国鉄道公社：京釜本線と分離 | 忠清北道 沃川郡        | 忠清北道 沃川郡        |
| 大田南連結線分岐 （京釜高速線）   | 대전남연결선분기 (경부고속선) |                              | 4.2            | 4.2 0.0                | 176.3                           | 分岐点  | 分岐点     | | 忠清北道 沃川郡        | 忠清北道 沃川郡        |
| 金泉(亀尾)駅                      | 김천(구미)역                  | Gimcheon (Gumi)              | 58.3           | 58.3                   | 233.6                           | 1級     | 普通駅     | | 慶尚北道               | 金泉市                 |
| (大邱北連結線分岐) （京釜高速線） | 대구북연결선분기 (경부고속선) |                              | 32.6           | 90.9 0.0               | 268.6                           | 分岐点  | 分岐点     | | 慶尚北道               | 漆谷郡                 |
| (大邱北連結線分岐) （京釜線）     | 대구북연결선분기 (경부선)     |                              | 3.5            | 3.5                    | 275.0                           | 分岐点  | 分岐点     | 韓国鉄道公社：京釜本線と合流 | 慶尚北道               | 漆谷郡                 |
| 東大邱駅                          | 동대구역                      | Dongdaegu                    | 18.1           |                        | 286.7                           | 1級     | 普通駅     | 韓国鉄道公社：京釜本線 大邱都市鉄道：●1号線 (135) | 大邱広域市             | 東区                   |
| 大邱南連結線分岐 （京釜線）       | 대전남연결선분기 (경부선)     |                              | 18.1           | 0.0                    | 311.2                           | 分岐点  | 分岐点     | 韓国鉄道公社：京釜本線と分離 | 大邱広域市             | 寿城区                 |
| 大邱南連結線分岐 （京釜高速線）   | 대전남연결선분기 (경부고속선) |                              | 4.0            | 4.0 0.0                | 308.8                           | 分岐点  | 分岐点     | | 大邱広域市             | 寿城区                 |
| 乾川分岐点                        | 건천분기점                    | Geoncheon Junction           | 22.3           |                        | 331.1                           | 分岐点  | 分岐点     | 乾川連結線と分離 （韓国鉄道公社：東海本線に接続） | 慶尚北道 慶州市        | 慶尚北道 慶州市        |
| 慶州駅                            | 경주역                        | Gyeongju                     | 4.6            | 266.0                  | 335.7                           | 1級     | 普通駅     | | 慶尚北道 慶州市        | 慶尚北道 慶州市        |
| 蔚山駅                            | 울산역                        | Ulsan                        | 30.0           | 296.0                  | 365.7                           | 1級     | 普通駅     | | 蔚山広域市 蔚州郡      | 蔚山広域市 蔚州郡      |
| 釜山連結線分岐 （京釜高速線）     | 부산연결선분기 (경부고속선)   |                              | 50.4           | 346.4 0.0              | 422.5                           | 分岐点  | 分岐点     | | 釜山広域市 東区        | 釜山広域市 東区        |
| 釜山連結線分岐 （京釜線）         | 부산연결선분기 (경부선)       |                              | 1.3            | 1.3                    | 422.5                           | 分岐点  | 分岐点     | 韓国鉄道公社：京釜本線と合流 | 釜山広域市 東区        | 釜山広域市 東区        |
| 釜山駅                            | 부산역                        | Busan                        | 0.0            |                        | 417.4                           | 1級     | 普通駅     | 韓国鉄道公社：京釜本線 釜山都市鉄道：●1号線 (113) | 釜山広域市 東区        | 釜山広域市 東区        |

- 天安牙山 - 五松間で世宗特別自治市、蔚山 - 釜山間で慶尚南道を通過するが、京釜高速線の駅は設置されていない。

### 連結線
高速本線と共に記載されていない連結線について記す。

#### 乾川連結線
| 駅名       | 駅名       | 駅名               | 駅間 キロ (km) | 路線 別 累計 キロ (km) | ソウル 起点 通算 累計 キロ (km) | 駅 等級 | 駅種別 | 接続路線             | 所在地          |
| 日本語     | ハングル   | 英語               | 駅間 キロ (km) | 路線 別 累計 キロ (km) | ソウル 起点 通算 累計 キロ (km) | 駅 等級 | 駅種別 | 接続路線             | 所在地          |
| ---------- | ---------- | ------------------ | -------------- | ---------------------- | ------------------------------- | ------- | ------ | -------------------- | --------------- |
| 乾川分岐点 | 건천분기점 | Geoncheon Junction | 0.0            | 0.0                    | 331.1                           | 分岐点  | 分岐点 | 京釜高速本線から分離 | 慶尚北道 慶州市 |
| 牟梁信号場 | 모량역     | Moryang            | 3.3            | 3.3                    | 334.4                           | 信号場  | 信号場 | 東海本線へ合流       | 慶尚北道 慶州市 |

## 支線一覧

### 光明駐泊基地線
| 駅名     | 駅名     | 駅名        | 駅間 キロ (km) | 路線 別 累計 キロ (km) | 所在地        |
| 日本語   | ハングル | 英語        | 駅間 キロ (km) | 路線 別 累計 キロ (km) | 所在地        |
| -------- | -------- | ----------- | -------------- | ---------------------- | ------------- |
| 光明駅   | 광명역   | Gwangmyeong | 0.0            | 0.0                    | 京畿道 光明市 |
| 光明基地 | 광명기지 |             | 1.4            | 1.4                    | 京畿道 光明市 |

### 五松整備基地線
| 駅名         | 駅名         | 駅名 | 駅間 キロ (km) | 路線 別 累計 キロ (km) | 所在地          |
| 日本語       | ハングル     | 英語 | 駅間 キロ (km) | 路線 別 累計 キロ (km) | 所在地          |
| ------------ | ------------ | ---- | -------------- | ---------------------- | --------------- |
| 高速線分岐点 | 고속선분기점 |      | 0.0            | 0.0                    | 忠清北道 清州市 |
| 五松基地     | 오송기지     |      | 0.3            | 0.3                    | 忠清北道 清州市 |

### 永同整備基地線
| 駅名         | 駅名         | 駅名 | 駅間 キロ (km) | 路線 別 累計 キロ (km) | 所在地          |
| 日本語       | ハングル     | 英語 | 駅間 キロ (km) | 路線 別 累計 キロ (km) | 所在地          |
| ------------ | ------------ | ---- | -------------- | ---------------------- | --------------- |
| 高速線分岐点 | 고속선분기점 |      | 0.0            | 0.0                    | 忠清北道 永同郡 |
| 永同基地     | 영동기지     |      | 0.1            | 0.1                    | 忠清北道 永同郡 |

## 使用車両
韓国高速鉄道
- KTX-I
- KTX-山川
- KTX-青龍

広域電鉄
- 319000系電車 - （（永登浦〜）衿川区庁〜光明間で運用）